# RATP-Baureihe MF 77
Die Baureihe MF 77 ist ein Fahrzeugtyp des Pariser Verkehrsunternehmens RATP. Es existieren 197 Züge in zwei Unterbaureihen, die aus zusammen 985 Einzelwagen gebildet sind. Die Baureihe MF 77 bedient die Linien 7 (71 Züge), 8 (59 Züge) und 13 (66 Züge) der Métro Paris. Die Züge sind seit September 1978 in Betrieb. Die erste Serie von 187 Zügen wurde im Jahr 1975 bestellt und zwischen Sommer 1978 und Dezember 1982 geliefert. Eine zweite Serie von zehn Zügen mit kleinen Unterschieden wurde im Jahr 1983 bestellt und 1985 und 1986 geliefert.

## Charakteristika
Die auf Normalspur-Gleisen verkehrenden Züge werden über eine seitliche Stromschiene mit einer Gleichspannung von 750 Volt gespeist. Ein Fünf-Wagen-Zug ist 77,44 Meter lang und kann 574 Fahrgäste befördern. Die technisch mögliche Höchstgeschwindigkeit beträgt 100 km/h, die tatsächlich gefahrene Höchstgeschwindigkeit beträgt jedoch nur 70 km/h. Jeder Wagen verfügt über drei zweiflügelige Schiebetüren pro Seite.

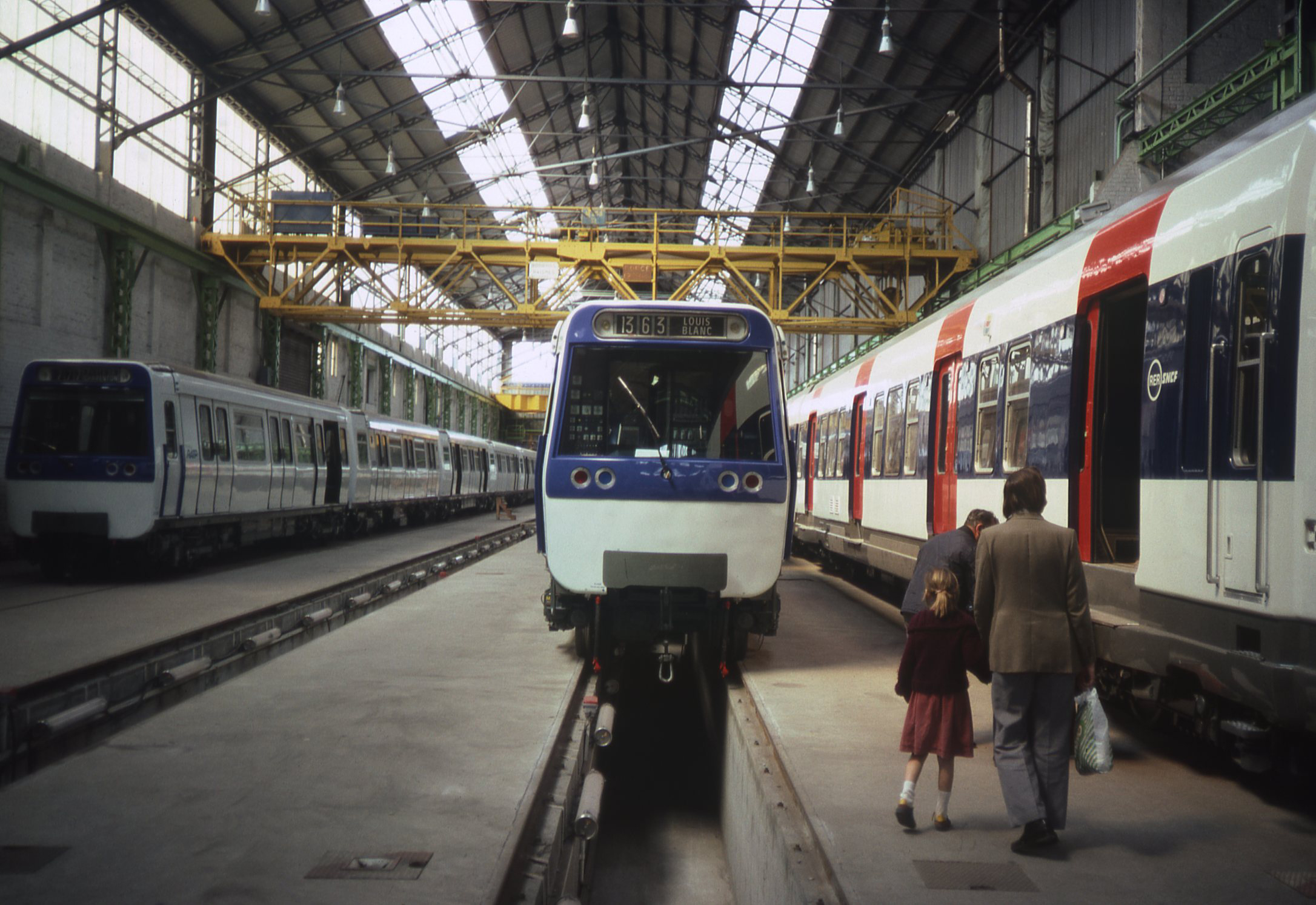
Neue Züge 1982, in der Fabrik von Alsthom / Société franco-belge
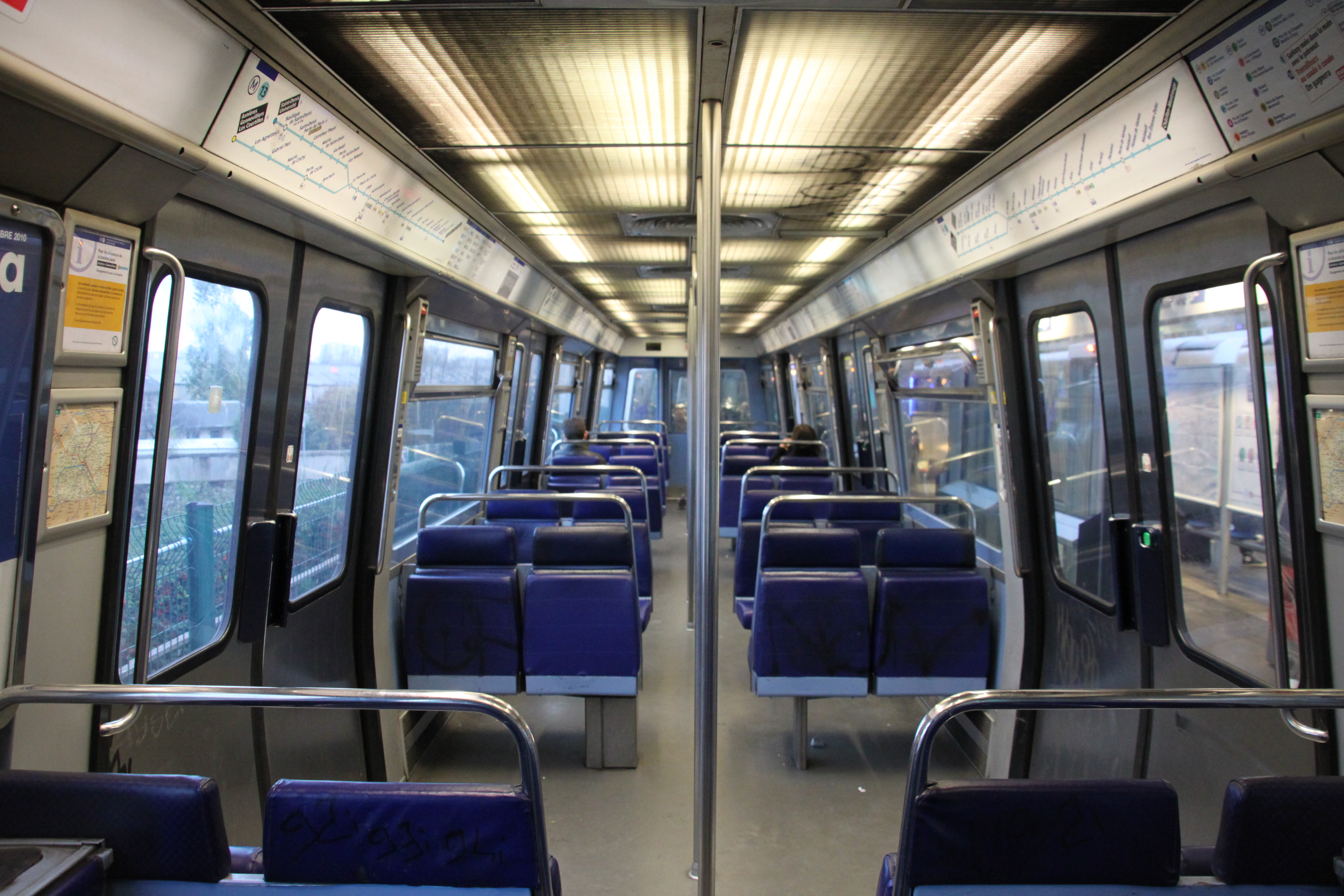
Ursprüngliches Interieur
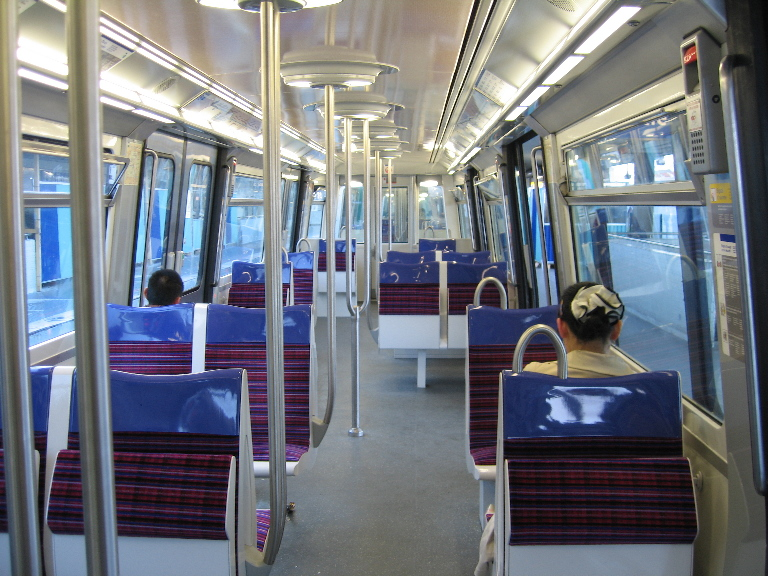
Renoviertes Interieur, ab 2007, nur auf der Linie 13
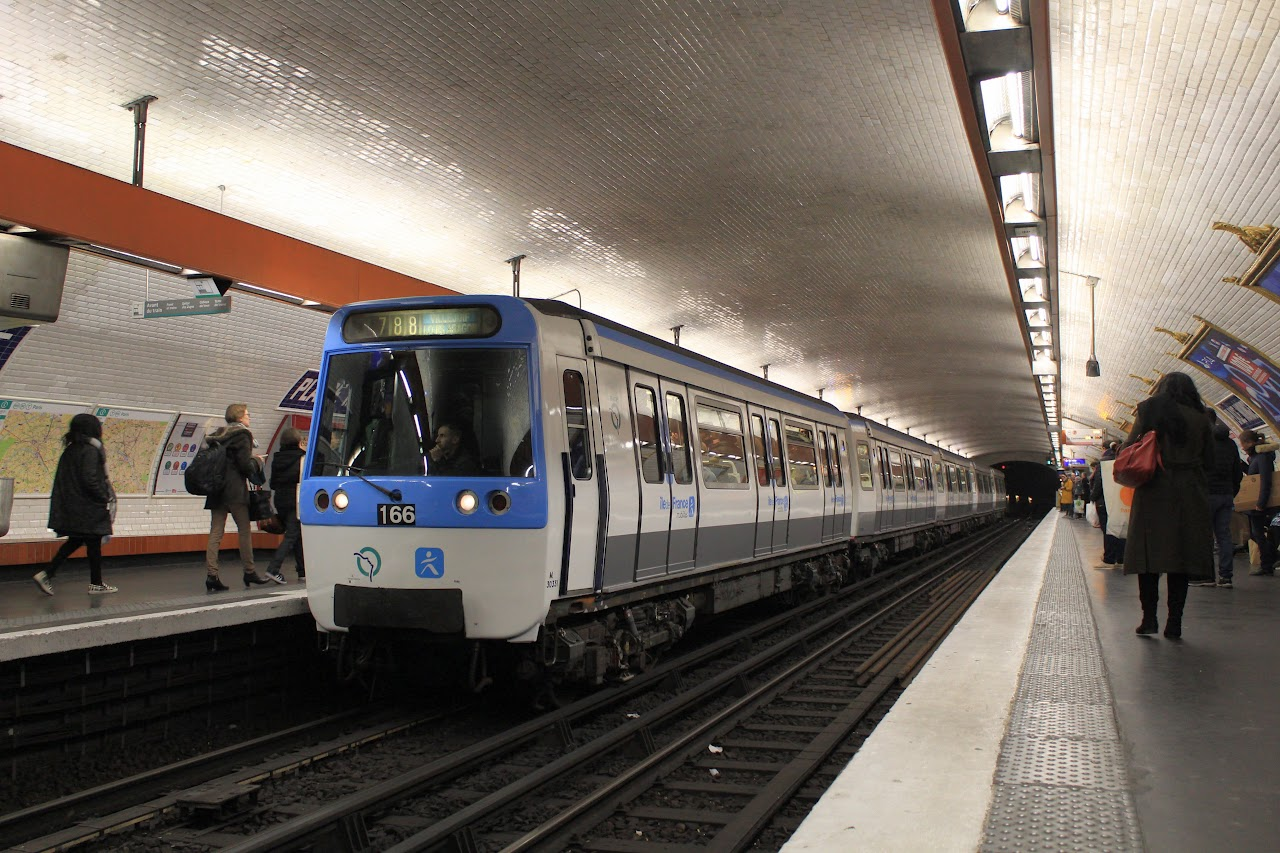
Renoviertes Exterieur mit der Île-de-France Mobilités Lackierung, ab 2018, nur auf den Linien 7 und 8
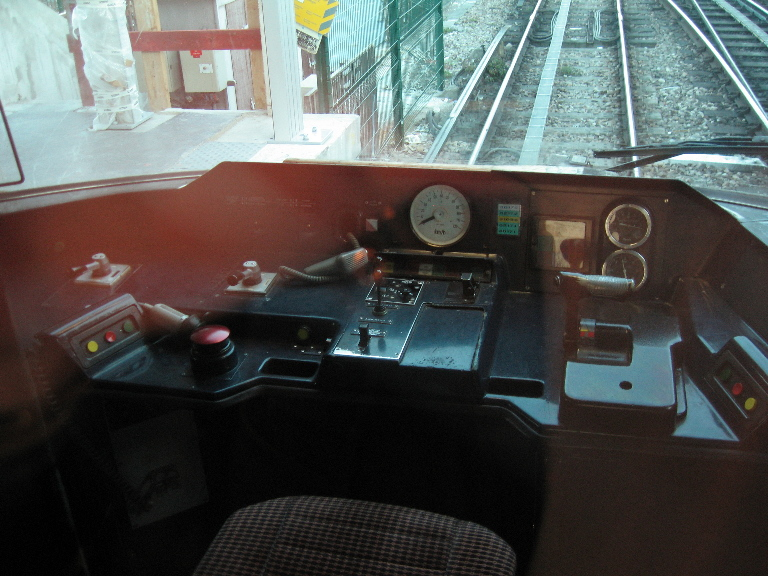
Ursprünglicher Führerstand
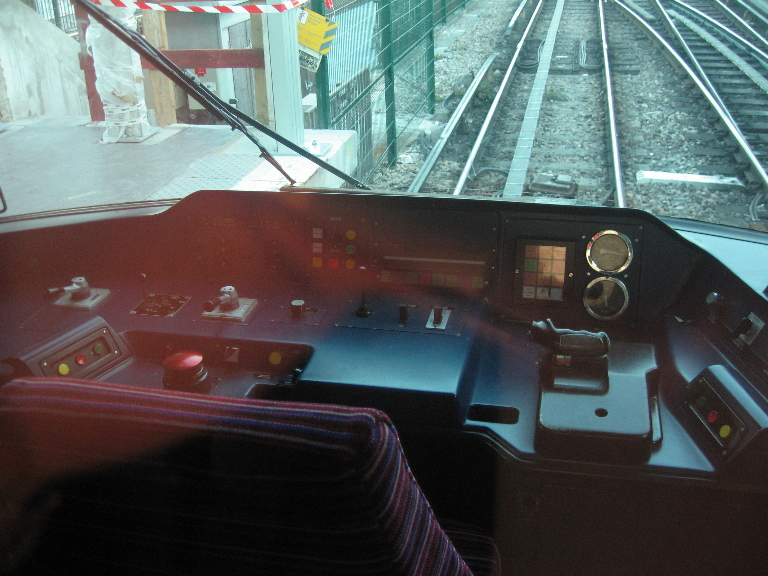
Renovierter Führerstand, ab 2007, nur auf der Linie 13